# جیسون برایتنباخ
جیسون برایتنباخ (انگلیسی: Jayson Breitenbach؛ زادهٔ ۱۲ مهٔ ۱۹۹۸) بازیکن فوتبال است.